# Список тунелів Фарерських Островів

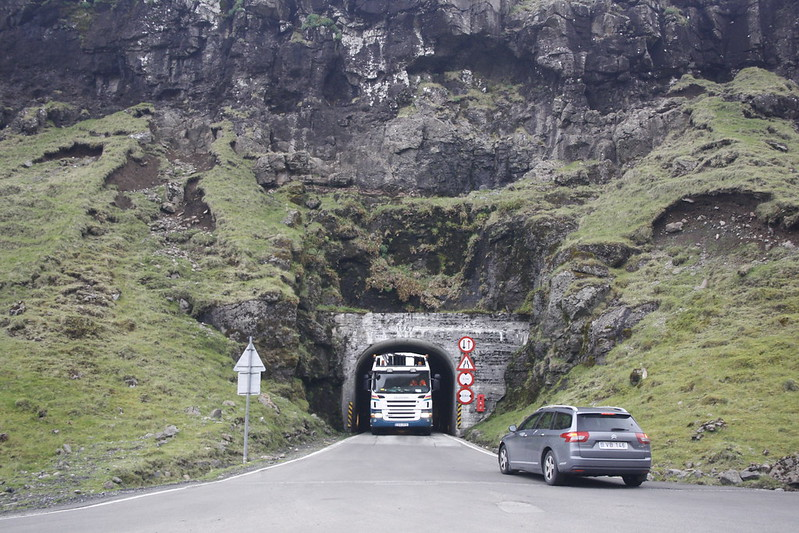
Портал Арнафйордурського тунелю, Арнафйордур.

Тунелі та мости є надзвичайно важливою ланкою транспортної мережі Фарерів.

## Тунелі
Нижче наведено перелік тунелів за датою відкриття:
| Назва                                           | Рік     | Довжина, м | Сполучає                                                 | Острів             | Примітка |
| ----------------------------------------------- | ------- | ---------- | -------------------------------------------------------- | ------------------ | --- |
| Старий Квальбаський (фар. Hvalbiartunnilin)     | 1963    | 1450       | Квальба і Тронгісвоур                                    | Сувурой            | Закрито для загального руху, за винятком особливих обставин. |
| Арнафйордурський (фар. Árnafjarðartunnilin)     | 1965    | 1680       | Анір, Клаксвік та Арнафйордур                            | Борой              | Один із так званих Боройських тунелів (фар. Tunlarnir norður um Fjall). Одна смуга руху з роз'їздами. У планах заміна новим тунелем 2024 року.                                     |
| Хваннасуннський (фар. Hvannasundstunnilin)      | 1967    | 2120       | Арнафйордур і Хваннасунн                                 | Борой              | Один із так званих Боройських тунелів (фар. Tunlarnir norður um Fjall). Одна смуга руху з роз'їздами. У планах заміна новим тунелем 2025 року.                                     |
| Сандвікський (фар. Sivíkartunnilin)             | 1969    | 1500       | Сандвік і Хвальбо                                        | Сувурой            | Одна смуга руху з роз'їздами. |
| Нордскалський (фар. Norðskálatunnilin)          | 1976    | 2520       | Нордскалі і долина фар. Millum Fjarða                    | Естурой            | Перший тунель з двома смугами руху. Перша автомобільна дорога між Південним і Північним Естуроєм. Замінив пором.                                                                   |
| Лейнарський (фар. Leynartunnilin)               | 1977    | 760        | Лейнар і долина фар. Kollafjarðardalur                   | Стреймой           | Замінив лавинонебезпечну ділянку дороги. |
| Віллінгардальський (фар. Villingardalstunnilin) | 1979    | 1193       | Села Мікладалур і Гусар                                  | Кальсой            | Найпівденніший з-поміж п'яти на острові Кальсой. |
| Ритудальський (фар. Ritudalstunnilin)           | 1980    | 683        | Села Мікладалур і Гусар                                  | Кальсой            | Один з-поміж п'яти на острові Кальсой. Одна смуга руху з роз'їздами. |
| Мікладалурський (фар. Mikladalstunnilin)        | 1980    | 1082       | Села Мікладалур і Гусар                                  | Кальсой            | Один з-поміж п'яти на острові Кальсой. Одна смуга руху з роз'їздами. |
| Трелланеський (фар. Trøllanestunnilin)          | 1985    | 2248       | Села Трелланес і Мікладалур                              | Кальсой            | Найпівнічніший з-поміж п'яти на острові Кальсой. Одна смуга руху з роз'їздами. Замінив катерну переправу і вертолітне сполучення (1983—1985).                                      |
| Теймур-і-Д'юпадаль (фар. Teymur í Djúpadal)     | 1979–85 | 220        | Трелланеський тунель і ненаселена долина фар. Djúpidalur | Кальсой            | Один з-поміж п'яти на острові Кальсой. Насправді є продовженням Трелланеського. Одна смуга руху з роз'їздами.                                                                      |
| Лейрвікський (фар. Leirvíkartunnilin)           | 1985    | 2238       | Лейрвік і Гета                                           | Естурой            | Замінив дорогу над урвищем. |
| Кунойський (фар. Kunoyartunnilin)               | 1988    | 3031       | Куной і Гаральдсунн                                      | Куной              | Одна смуга руху з роз'їздами. Замінив пором. |
| Коллафйордурський (фар. Kollafjarðartunnilin)   | 1992    | 2816       | Коллафйордур і Кальдбаксботнур                           | Стреймой           | Є альтернативою гірській дорозі, яка взимку часто обмерзає. |
| Сумбайський (фар. Sumbiartunnilin)              | 1997    | 3240       | Сумба і Лопра                                            | Сувурой            | Є альтернативою гірській дорозі. |
| Воарський (фар. Vágatunnilin)                   | 2002    | 4940       | Лейнар і Футаклетт                                       | Стреймой і Воар    | Перший підводний тунель. Замінив пором «Вестманна — Воар». |
| Гасадалурський (фар. Gásadalstunnilin)          | 2006    | 1445       | Гасадалур і Беур                                         | Воар               | Одна смуга руху з роз'їздами. Замінив вертолітне сполучення. |
| Нордойський (фар. Norðoyatunnilin)              | 2006    | 6186       | Клаксвік і Лейрвік                                       | Естурой і Борой    | Замінив пороми Лейрвік — Клаксвік і Лейрвік — Кальсой — Клаксвік. |
| Говський (фар. Hovstunnilin)                    | 2007    | 2435       | Еравік і Гов                                             | Сувурой            | Замінив дорогу над урвищем. |
| Відарейдський (фар. Viðareiðistunnilin)         | 2016    | 1939       | Відарейді і Хваннасунн                                   | Війой              | Замінив лавинонебезпечну ділянку дороги. |
| Естуройський (фар. Eysturoyartunnilin)          | 2020    | 11200      | Рунавік і Стрендур з Торсгавном                          | Стреймой і Естурой | Скоротив відстань між Торсгавном і Рунавіком з 55-ти (64 хвилини) до 17-ти (17 хвилин) км. На середині підводної частини вже споруджено перше у світі підводне кругове перехрестя. |
| Новий Квальбаський (фар. Hvalbiartunnilin)      | 2021    | 2500       | Хвальбо і Тронгісвоур                                    | Сувурой            | Тунель з двома смугами руху. Замінив тунель побудований 1963. |
| Сандойський (фар. Sandoyartunnilin)             | 2023    | 10800      | Трагардалур і Гамларетт                                  | Стреймой і Сандой  | |

## Мости і дамби

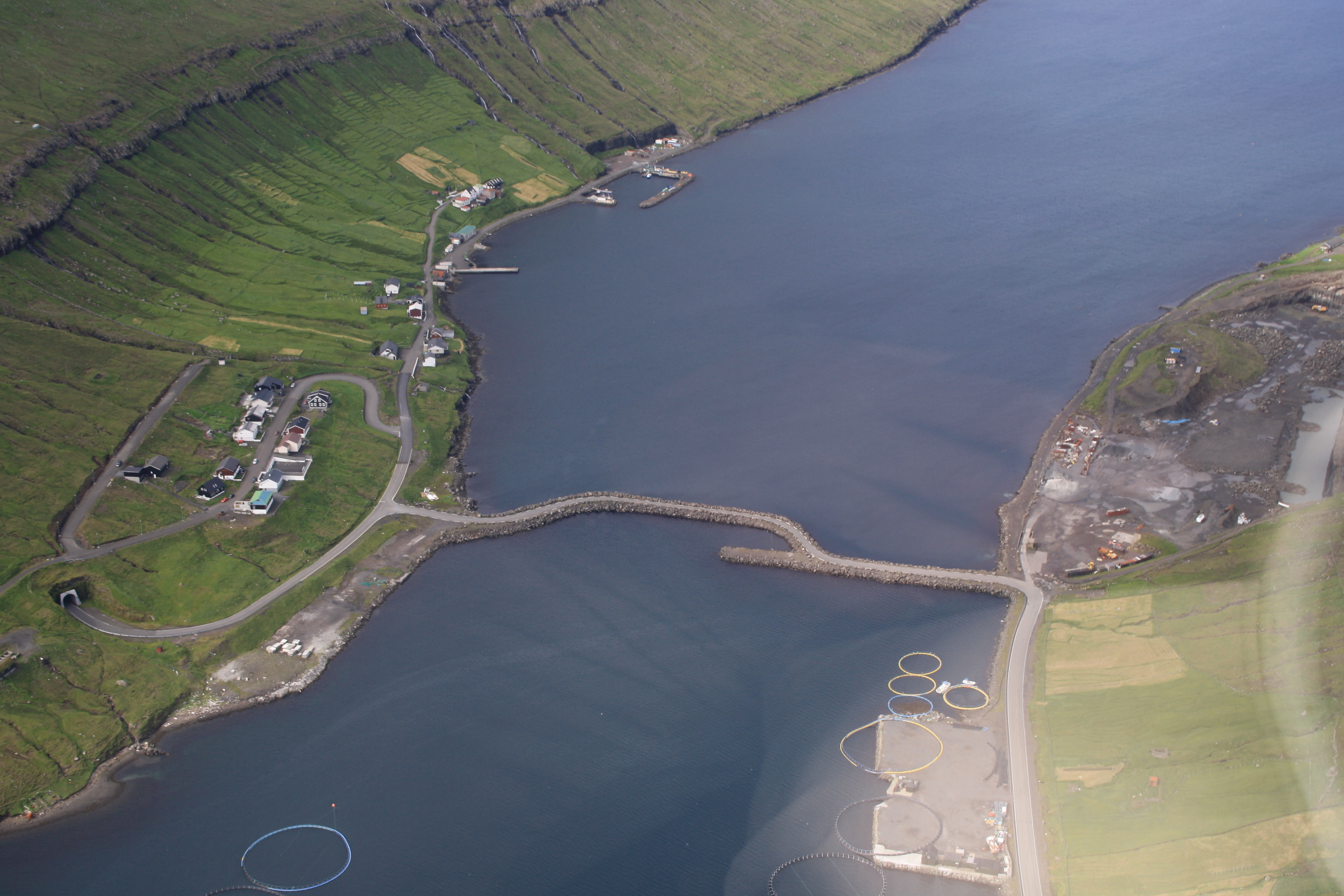
Дамба між островами Куной (ліворуч) і Бордой (праворуч).

Вказано лише споруди, що сполучають різні острови:
| Назва                       | Рік  | Довжина, м | Сполучає                      | Острів             | Примітка                                                 |
| --------------------------- | ---- | ---------- | ----------------------------- | ------------------ | -------------------------------------------------------- |
| фар. Brúgvin um Streymin    | 1973 | 220        | Ойрарбаккі/Нордскалі і Несвік | Стреймой і Естурой | Бетонний міст. Замінив пором між Несвіком та Ойрарбаккі. |
| фар. Byrging um Hvannasund  | 1975 | 220        | Хваннасунн і Норддепіль       | Борой і Війой      | Дамба. Замінив катерну переправу.                        |
| фар. Byrging um Haraldssund | 1986 | 350        | Гаральдсунн і Стронн          | Борой і Куной      | Дамба. Замінив катерну переправу.                        |
| фар. Brúgvin um Siá         | 2016 | 140        | Аргір і Торсгавн              | Стреймой           | Другий найдовший на Фарерах.                             |

## Споруджувані
| Назва                          | Рік                                                    | Довжина, м | Сполучає        | Острів | Примітка                                                      |
| ------------------------------ | ------------------------------------------------------ | ---------- | --------------- | ------ | ------------------------------------------------------------- |
| Далурський (фар. Dalstunnilin) | Будується з 2020, інаугурацію заплановано на 2023—2024 | 2200       | Далур і Хусавік | Сандой | Замінить дорогу над урвищем. Буріння почали 5 листопада 2020. |

## Підпорядкування
Публічна компанія «Landsverk» керує усіма автомобільними шляхами і тунелями на Фарерах. Кожним із чотирьох підводних тунелів опікується окрема державна компанія, підпорядкована Tunnil.fo. Остання розпоряджається коштами, отриманими за користування тунелями. Оплата стягується на визначених АЗС за допомогою розпізнавання автомобільного номеру. Знижки діють для авто «передплатників». Міст Sia належить мерії Торсгавна.